# Clementine Churchill

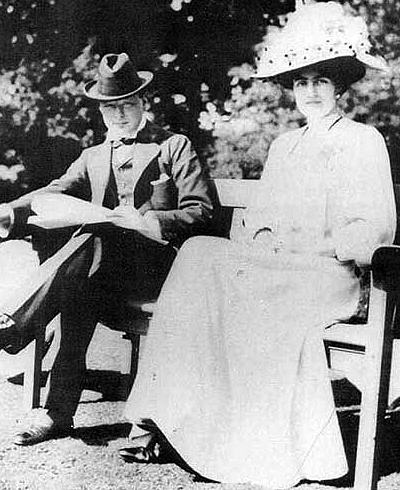
Clementine Hozier mit Winston Churchill kurz vor ihrer Heirat 1908

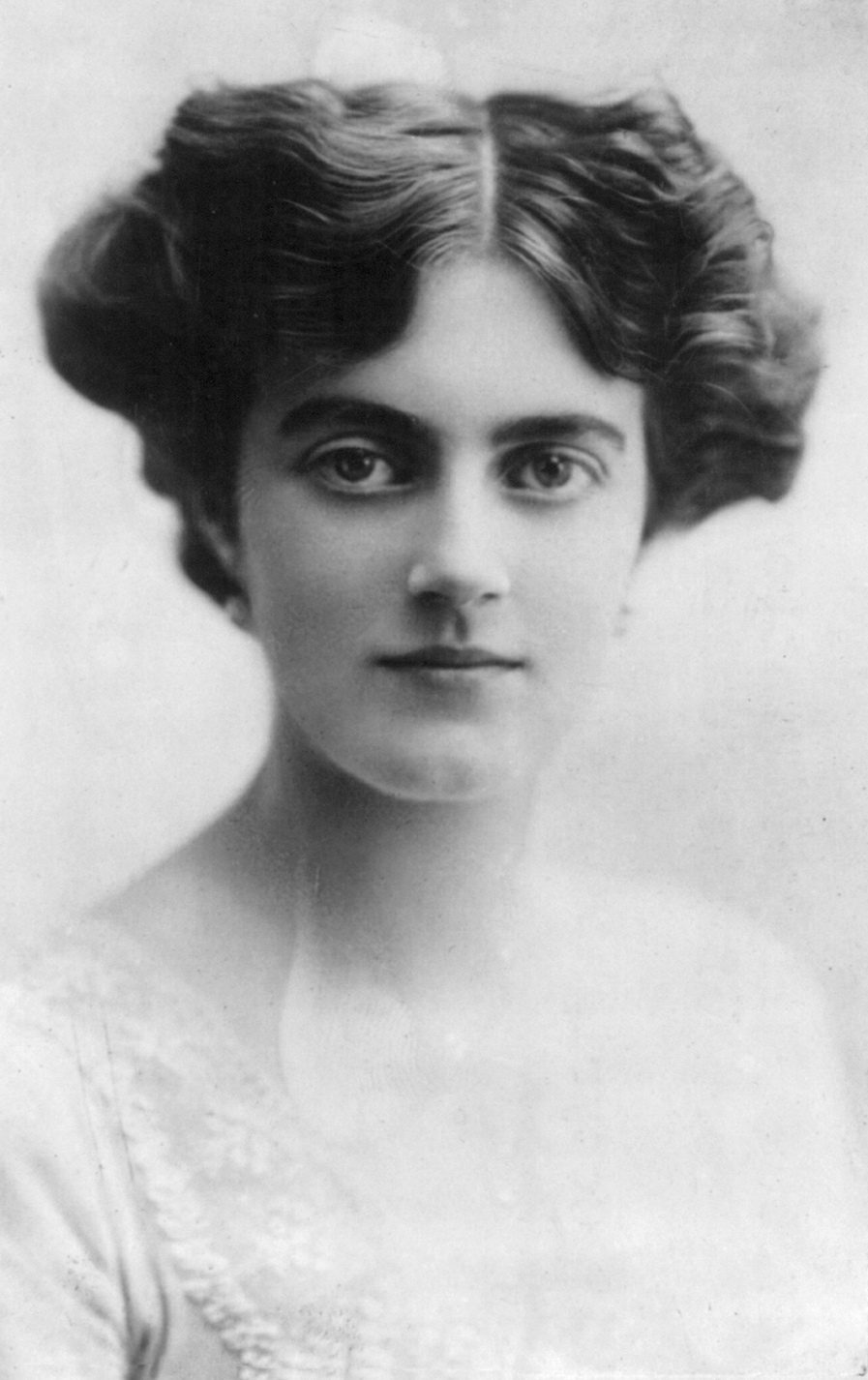
Clementine Churchill (1915)

Clementine Ogilvy Churchill, Baroness Spencer-Churchill, GBE (geborene Hozier, * 1. April 1885 in London; † 12. Dezember 1977 in Knightsbridge, London), war die Ehefrau des britischen Premierministers Winston Churchill.

## Leben
Sie war die zweite Tochter von Sir Henry Montague Hozier aus dessen Ehe mit Lady Blanche Henrietta Ogilvy (1852–1925), Tochter des David Ogilvy, 5. Earl of Airlie. Die Vaterschaft von Sir Henry wird jedoch häufig angezweifelt, da seine Ehefrau, die für ihre sexuelle Leichtlebigkeit bekannt war, später darauf beharrte, Captain William George „Bay“ Middleton, ein wohlbekannter Herrenreiter, sei der leibliche Vater ihrer berühmten Tochter gewesen. Verschiedene Biografen mutmaßen, dass Algernon Bertram Freeman-Mitford (1837–1916; Großvater von Hitlers angeblicher englischer Geliebten Unity Mitford), der Ehemann von Lady Blanches Schwester, der wirkliche Erzeuger aller ihrer Kinder und somit auch Erzeuger von Clementine Churchill gewesen sei.
Clementine wurde zunächst zu Hause, später an der Berkhamsted Schule für Mädchen erzogen und studierte – damals für eine Frau äußerst ungewöhnlich – an der Sorbonne in Paris. 1906 begegnete sie erstmals ihrem späteren Ehemann Winston Churchill, damals Unterstaatssekretär für die Kolonien, als beide an einem Bankett teilnahmen, das von einer Tante Churchills ausgerichtet wurde.
1908 trafen die beiden erneut aufeinander und vertieften ihre Beziehung. Churchill war mittlerweile zum Handelsminister avanciert und hatte somit nach dem Schatzkanzler das zweitwichtigste Wirtschaftsamt in der britischen Regierung inne. Für sein politisches Weiterkommen benötigte Churchill den damaligen Konventionen entsprechend eine Ehefrau. Churchill hatte zuvor bereits zwei anderen Frauen (unter anderem der amerikanischen Schauspielerin Ethel Barrymore) einen Heiratsantrag gemacht, den beide jedoch abgelehnt hatten (Barrymore mit der Begründung, dass sie dem anstrengenden Leben eines Politikers nicht gewachsen sei; Churchills andere Verehrte, eine Erbin aus wohlhabendem Hause, glaubte nicht daran, dass er eine politische Zukunft haben würde).
Am 12. September 1908 heirateten beide in der St Margaret’s Church in Westminster.

### Politisches Wirken an der Seite ihres Ehemanns
Verschiedene Churchill-Biographen ordnen Clementine Churchill, einer engagierten Streiterin für die Rechte der Frauen, eine bedeutende Rolle zu beim allmählichen Wandel von Churchills Haltung zum Frauenwahlrecht, das dieser ursprünglich mit Skepsis betrachtete, später jedoch befürwortete. 1909 bewahrte Clementine Churchill ihren Ehemann durch ihr beherztes Eingreifen davor, am Bahnhof von Bristol von einer Suffragette vor einen einfahrenden Zug gestoßen zu werden. 
Während des Ersten Weltkrieges organisierte sie Suppenküchen für Munitionsarbeiter im Nordosten von London im Auftrag des YMCA. In der Zeit zwischen den Weltkriegen unterstützte sie die Wahlkämpfe ihres Ehemannes und betätigte sich als Gastgeberin bei den berühmten Abendgesellschaften auf dem Landsitz der Churchills, Chartwell in Kent, wo sie u. a. Brendan Bracken, Heinrich Brüning, Charlie Chaplin und Georges Clemenceau empfing.
Während des Zweiten Weltkrieges war sie Vorsitzende der britischen Rotkreuz-Hilfe für Russland, Präsidentin des YWCA War Time Appeal und Vorsitzende der Fulmer-Chase-Entbindungsklinik für die Ehefrauen junger Offiziere. 1953 nahm Clementine Churchill stellvertretend für ihren Ehemann den Nobelpreis für Literatur in Empfang, da dieser, durch einen Schlaganfall ans Bett gefesselt, dazu nicht in der Lage war.

### Familie
Aus der Ehe Clementine und Winston Churchills gingen fünf Kinder hervor: Diana (1909–1963), Randolph (1911–1968), Sarah (1914–1982), Marigold (1918–1921) und Mary (1922–2014).
Randolph Churchill trat in die Fußstapfen seines Vaters und wurde Parlamentarier. Sarah Churchill war als Schauspielerin leidlich erfolgreich und spielte u. a. neben Fred Astaire in dem Film Royal Wedding. Mary Soames war Herausgeberin verschiedener Bücher über ihre Eltern; seit 2005 war sie Mitglied des Hosenbandordens.

## Ehrungen
Das Clementine-Churchill-Krankenhaus in Harrow ist nach ihr benannt.
Nach dem Zweiten Weltkrieg erhielt sie Ehrenabschlüsse der Universitäten von Glasgow und Oxford, 1976 erhielt sie den Ehrenabschluss der Universität Bristol.
1946 wurde sie als Dame Grand Cross des Order of the British Empire geadelt. 1965, nach dem Tod ihres Ehemanns, wurde sie als Baroness Spencer-Churchill, of Chartwell im County of Kent, zur Life Peeress erhoben und dadurch Mitglied des House of Lords.

## Sonstiges
- Churchill gab seiner Ehefrau in Briefen an sie – die auch mit kleinen Tierzeichnungen versehen waren – den Spitznamen „Cat“ (Katze), während sie ihn „Pug“ (Mops) und später „Pig“ (Schweinchen) nannte.

### Darstellung im Film
- Im 2002 entstandenen Fernsehfilm Churchill – The Gathering Storm wird Clementine Churchill von Vanessa Redgrave gespielt
- 2009 entstand der Fernsehfilm Blut, Schweiß und Tränen (Into the Storm), in dem die Britin Janet McTeer die Rolle von Clementine Churchill übernahm
- Die Netflix-Serie The Crown handelt von dem Leben der britischen Königin Elizabeth II. Dort wird Clementine Churchill in der ersten Staffel von Harriet Walter verkörpert
- Im Kinofilm Churchill wurde sie von Miranda Richardson dargestellt
- In Die dunkelste Stunde aus dem Jahr 2017 wurde sie von Kristin Scott Thomas gespielt